# Andrzej Tenard
Andrzej Tenard (ur. 2 października 1948) − polski pieśniarz, gitarzysta, kompozytor, autor tekstów.  

## Życiorys
Działalność artystyczną rozpoczął zajmując I miejsce (ex aequo z Waldemarem Koconiem) na festiwalu Muzyki Młodzieżowej w Warszawie. Profesjonalny debiut to Grupa Bluesowa Stodoła (w zespole śpiewali: Ewa Bem, Halina Szemplińska i Andrzej Tenard) i nagrody na festiwalu Jazz nad Odrą.
Wokalista nagrał z zespołem pierwszą w Polsce płytę w stylu gospel, pt. Blusełka (na longplayu zaśpiewali: Barbara Erie, H. Szemplińska, Duda Napieralska, A. Tenard i Teodor Ratkowski). Następnie przez rok występował w programie Stana Borysa, koncertował z własnym Folk Triem (1972) i rozpoczął kilkuletnią działalność w zespole Bractwo Kurkowe 1791 Piotra Janczerskiego (1972-1975). Z tą grupą nagrał, m.in. dwa longplaye Kolędy i  Pastorałki i Życie, Miłość, Folk. W 1977 przez pół roku na liście przebojów Polskiego Radia królowała piosenka Bliska moim myślom (sł. i muz. A. Tenard) - to z nią Tenard jako solista zdobywa I nagrodę główną w konkursie Nowe Twarze Polskiej Rozrywki (1976). 
Występował u boku Anny Jantar (w programie Zawsze gdzieś czeka ktoś), z którą nagrał duet pt. Kto umie tęsknić - Dwie tęsknoty. Następnie nagrał 6 płyt dla firmy Tonpress. W 1982 zaczął koncertować za granicą. Śpiewał piosenki i pieśni w ponad 20 językach (również egzotycznych: japoński, chiński, filipiński, arabski itd.). W repertuarze ma ponad 700 światowych evergreenów. 
Występował w ponad 40 krajach. Niedawno zakończył kontrakt w  klubach Japonii, teraz występuje na Cyprze. Ostatnia wydana płyta CD Romanse o cygańskiej Miłości - zbiór starych i nowych romansów z różnych stron świata. Romanse przedstawia też w wersji estradowej: od jednoosobowego recitalu, po formę widowiska cygańskiego. Na estradach prezentuje  również program w stylu country pt. "American Country music hits" i program przebojów światowych z lat 60/70 "Golden hits 60/70"

## Dyskografia (jako członek grup muzycznych)

### ZGrupą Bluesową Stodoła
- 1970: Blusełka (Polskie Nagrania)
- 1996: Blusełka (Selles - reedycja)[3]
- 2013: Bluesełka (Polskie Nagrania - reedycja)[4]

### Z zespołemBractwo Kurkowe 1791
- 1973: Już gwiazdeczka się kolebie (LP, Muza SXL-0959; płyta z pastorałkami)
- 1974: Życie, Miłość, Folk (LP, Muza SXL-1063)
- 1974: Kasia und die Sonne [Kasia i słońce] / Vor langen Jahren [Obraz zapamiętany] [SP, AMIGA (DDR) 456 036)
- 1974: Hej, Winterschaft [Skrzypi wóz] / Schlaf, mein Sohn [Mroźna cisza] [SP, AMIGA (DDR) 456 083)
- 1975: Сойди На Землю [Zejdź na ziemię] / Дневник Человека [Pamiętnik człowieka] / Эй, Принесите [Hej, przynieście] / Летит Серебро [Leci srebro] (EP, Melodia (ZSRR) C62-05327-28)

Wśród kompilacji, m.in.:
- 1973: Premiery – Opole '73 (1) (LP, Muza SXL-0954)
- 1973: Kołobrzeg '73 (EP, Muza N-0726)
- 1974: Premiery 2 – Kołobrzeg '74 (LP, Muza SXL-1110)
- 1974: Hallo 1/74  (LP, Amiga (DDR) 855 343)
- 1974: Beat, Rock & Blues Aus Der VR Polen (LP, Amiga (DDR) 855 394)
- 1976: Polskie Targi Estradowe – Łódź '75 (LP, Muza SX-1219)

Nagrania radiowe:
- 1973: Polonez Gdański, Koleiny, W wojsku nie jest źle, Pytasz mnie matulu, Hej przynieście, Wiosna życia, Dyskoteka babci;
- 1974: Lato, lato, Przynieście maki, A my majowi, Witaj dniu;

## Dyskografia solowa
- 1977: Bliska moim myślom (PD, Tonpress R-0768)
- 1977: Kto umie tęsknić (z Anną Jantar) (SP, Tonpress S-159)[5]
- 1978: Jaśminowa dziewczyna (PD, Tonpress R-0651-II)
- 1978: Nie ma jak u nas (PD, Tonpress R-0671-II)
- 1978: Tańcząc z dnia na dzień (SP, Tonpress S-99)
- ?: Zielona tęsknota (SP, Tonpress S-147)
- 1978:  Legia Górą – Legia Górą - Legio, Legio Staraj Się (SP Tonpress S-127) (kompilacja)[6]
- 1978: Mundial'78 (SP, Tonpress S-112) (kompilacja)
- 2007: Ballady i romanse cygańskie (CD, Selles)[7]